# Juan Morcillo y Olalla

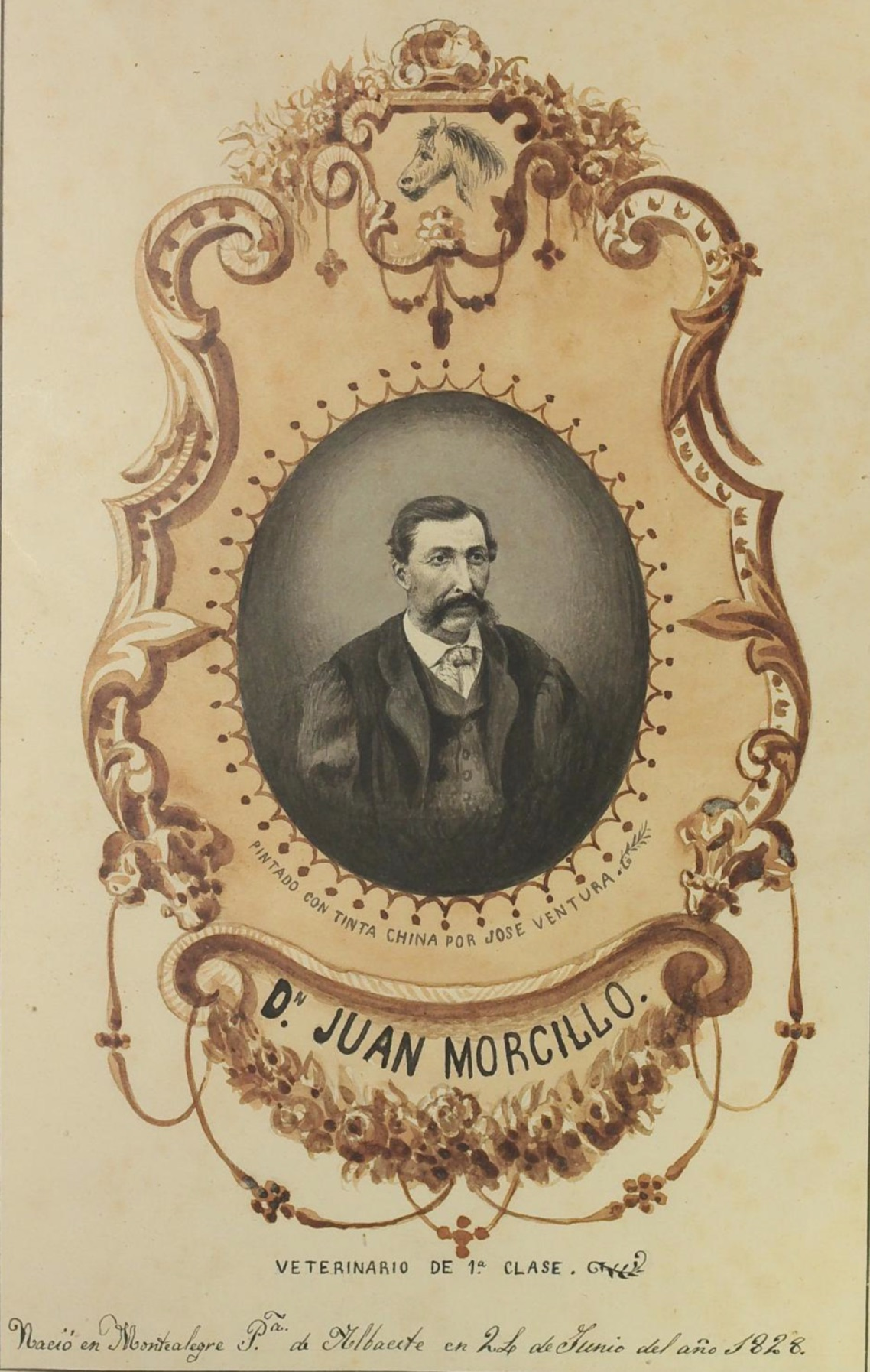
Juan Morcillo, retrato existente en su manuscrito Hipografía (1870)

Juan Morcillo y Olalla (Montealegre del Castillo, Albacete, 23 de junio de 1828 - Játiva, Valencia, 12 de noviembre de 1908) fue un veterinario español.
Figura insigne como promotor en España de la Inspección e Higiene de los Alimentos. Ocupa un puesto en la bromatología y en la Higiene y Salud pública al haber sido el primero en el mundo que estableciera las bases científicas en la inspección de la carne y otros alimentos de origen animal para consumo humano.
Morcillo nace el 23 de junio de 1828 en Montealegre del Castillo (Albacete), hijo de Luis Morcillo, veterinario de Almansa. A pesar de no disponer de más datos exactos, él mismo asegura proceder de “la raza veterinaria, que por muchos años ha seguido en mi familia”.
A los 12 años se inicia con su padre en el arte del herrado, siendo un consumado herrador a la española cuando ingresa el 1 de octubre de 1846, a los 18 años, como alumno interno en la Escuela Veterinaria de Madrid.
El 12 de junio de 1851 obtiene el título de veterinario de primera clase, obteniendo la calificación de sobresaliente en todas las asignaturas. 
Se estableció en Játiva en 1852, donde desempeñará toda su vida profesional. Es en estas fechas recién casado, pues contrae matrimonio el 26 de junio de 1852 con Concepción Iborra Sumsi. Tuvieron tres hijos, Rafael (abogado), Concepción y Josefa  .  
Dedicará su vida profesional a la clínica de solípedos y la inspección de alimentos. No abandonó el trabajo en toda su vida, tarea a la que dedicaba jornada de mañana y tarde siete días a la semana y se mantiene durante 56 años en el ejercicio activo, hasta su muerte. Fallece el 13 de noviembre de 1908, a los 80 años a causa de uremia, en su domicilio de la calle Alameda nº30 de Játiva, dejando a su hija Concepción como única descendiente.  
Pasa a la historia por diversos méritos, pero destaca su publicación, en 1858, de la “Guía del veterinario inspector, o sea policía sanitaria veterinaria aplicada a las casas-matadero y pescadería” . Marca de esta forma el cambio en la inspección sanitaria de los alimentos, que se convierte en potestad de los veterinarios, lo que representará el inicio de la actual Sanidad Alimentaria. Este libro, núcleo de su actividad sanitaria, le valdría de manos de Sanz Egaña el título de “príncipe de la inspección veterinaria” .
Fue un estudioso de la bibliografía veterinaria, y en este campo destaca su “Bibliografía Veterinaria Española” que publica en 1883. Es significativo que realice esta tarea con los medios que puede aportarle vivir en una pequeña población de provincias. 
Menos conocida ha sido su trayectoria en la clínica de solípedos, especialmente caballos, burros y mulas, que fue su fuente principal de ingresos. Su amplio conocimiento le llevó a escribir dos de sus grandes manuscritos, la Hipografía (de la que escribe 3 ediciones) y los seis volúmenes de la Claudografía o Tratado de las cojeras de los solípedos.
Su producción escrita fue amplia, dejando 18 libros y 29 manuscritos. En cuanto a sus escritos aparecidos en revistas, muchas de estas publicaciones son actualmente inaccesibles, entre las que destaca “La Alianza Veterinaria”.
En 1881 fue fundador y Presidente de la Asociación de Veterinarios de las Riberas del Júcar. Si tenemos en cuenta que esto es 20 años antes de que los veterinarios de la ciudad de Valencia se movilicen para la constitución de la Asociación (Colegio) Veterinaria de Valencia, podemos obtener una imagen clara de su impacto social en la profesión y de su visión como defensor de la dignidad veterinaria. 
En diciembre de 1929, la clase veterinaria española, representada por el jefe de los Servicios de Veterinaria Niceto José García Armendáriz, le rindió un homenaje en su ciudad natal, Montealegre, donde se le dedicó una calle y se colocó una lápida con el texto «Don Juan Morcillo y Olalla, creador del servicio de inspección de carnes. Dio porvenir a la salud pública y nombre a su patria», cuya última frase aludía a su labor de corresponsal de la Sociedad Veterinaria del Aube (Francia) y su pertenencia a la Sociedad de Medicina Veterinaria de Paris. El mismo día del descubrimiento de la lápida, se celebró un acto en el Teatro Principal de Montealegre, donde intervinieron dos expresidentes del Colegio Oficial de Veterinarios de Albacete, Joaquín López Lorenzo y Matías Caballero. Este último leyó el discurso remitido por Cesáreo Sanz Egaña (inspirador del homenaje y sucesor de Juan Morcillo en la Academia de Veterinaria de París), que no pudo asistir al acto. En su discurso recordó que Morcillo Olalla había planteado la importancia de la inspección de carnes veinte años antes que aparecieran los primeros tratadistas franceses y alemanes. Al acto también asistieron varios catedráticos de las escuelas de Veterinaria de Madrid y Córdoba, el presidente de la Diputación Provincial y otras representaciones. Tras el acto, su familia ofreció a los organizadores, autoridades y otros invitados una cena de gala.